# رالف ماكسويل لويس
رالف ماكسويل لويس (بالإنجليزية: Ralph Maxwell Lewis)‏ هو كاتب أمريكي، ولد في 14 فبراير 1904 في نيويورك في الولايات المتحدة، وتوفي في 12 يناير 1987 في سان خوسيه في الولايات المتحدة.